# 劉元瑄
劉元瑄（1911年8月—1996年3月），字俊琳，四川省大邑縣安仁鎮人，中華民國軍事將領，中国政治人物，曾當選為行憲後第一屆國民大會代表。為四川軍閥劉文輝之侄，其軍旅生涯與劉文輝有密切關係。

## 生平
民國14年（1925年），成都大成中學就學一年後，投筆從戎。
民國15年（1926年），進入國民革命軍第二十四軍軍政學校教育，民國十六年（1927）畢業。畢業後進入四川省政府敘永護商隊擔任少校隊長，後升任中校大隊長。民國十七年（1928）8月轉入其族叔劉文輝指揮的國民革命軍第二十四軍第2師第6旅第18團擔任中校營長。民國二十年（1931）升任第18團上校團長，後兼任川南清鄉司令部上校團長。民國二十二年（1933）12月升任川康邊防軍第6師第13混成旅少將旅長。民國二十三（1934）年進入廬山軍官訓練團受訓。
民國二十四年（1935）5月7日，國民政府正式敘階劉元瑄為陸軍步兵上校。同年10月，第13混成旅被整編成國民革命軍第136師第2旅。民國二十五年（1936）進入南京陸大將官班第一期學習。
民國二十六年（1937）7月抗戰爆發，各軍閥將部隊兵權交付中央重編。136師第2旅被更名為國民革命軍第408旅，劉元瑄續任上校旅長。
民國二十七年（1938）3月，劉元瑄考入陸軍大學特別班第四期，在學期間於民國二十八年（1939）10月14日晉升陸軍少將，1940年畢業後返回二十四軍擔任該軍獨立旅旅長。1942年，曾赴印度中美合辦的軍官訓練學校受訓，畢業後回任國民革命軍第136師，在民國三十二年（1943）升任136師師長。民國34年（1945年）10月10日獲頒忠勤勳章。民國35年（1946年）5月5日獲頒勝利勳章。
抗戰勝利後，劉元瑄繼續在整編第24師所轄之整編136旅擔任少將旅長，民國三十六年（1947）7月，因原師長劉文輝辭職，劉文瑄接任整編師代師長一職。因其職務升任陸軍中將。
民國36年（1947年）冬，當選為西康省金湯設治局選出之第一屆國民大會代表。同時，劉元瑄創辦「新康報」、「西方日報」等刊物，並聘請與中國共產黨親密的文人擔任報刊主筆。
民國三十七年（1948），中華民國政府通令各部隊在動員戡亂狀態下恢復原先編制，整編第24師恢復為國民革命軍第二十四軍，劉文瑄續任中將代軍長。
民國三十八年（1949），在川、康區臨時工委成員蕭紹成、李安瀾作保下劉文瑄加入中國共產黨，1949年12月9日，劉文瑄指揮的二十四軍與和中國共產黨合作的劉文輝在雅安宣布起義，投降中國人民解放軍。
中華人民共和國建立後，歷任西康省臨時軍政會議副主席（代行主席職務），中國人民解放軍第六十二軍副軍長，西康省軍區副司令員，西康省人民政協副主席，西康省人民政府委員、民政廳廳長，省人民代表大會常務委員會 委員，政協西康省委員會常務委員。四川省體委副主任。雖然劉文瑄曾號稱入中國共產黨，但最後未被中國共產黨認證其黨員身分。1953年參加中國國民黨革命委員會，任民革中央常委、四川省委員會主任委員兼秘書長。是四川省政協副主席，第五屆全國委員會委員，第六、七屆全國委員會常務委員。

### 家世
父劉文淵，字升庭，幼讀私塾，及長，補為廩生，清廷被推翻後入成都法政學校，後任四川省咨議局議員，民國初年，兩任縣知事，繼後任四川檢察廳長